# El aprendiz de pitufo
El aprendiz de pitufo o El pitufo aprendiz (en el francés original L'Apprenti Schtroumpf), de 1970, es la decimoséptima historieta de Los Pitufos, con guion y dibujos de Peyo

## Trayectoria editorial
Originalmente publicada de forma seriada en 1970 en los números 1706 a 1719 de la revista Le Journal de Spirou.
En 1971 en formato álbum junto a Trampas para pitufos y una recopilación de historietas cortas protagonizada por la pitufina y titulada Romeos y Pitufina.
En España, se publicó por primera vez en 1974, en el seno de la revista "TBO" con el título de El tebeíto aprendiz. Bruguera lo tradujo como Aprendiz de.. pitufo para su publicación en los números 71 a 73 de "Pulgarcito" y como álbum en 1982.

## Argumento
Un pitufo quiere aprender magia y alquimia. Tras algunos intentos fallidos de conseguir el tratado de magia de Papá Pitufo, va al laboratorio del brujo Gargamel y roba una página de su libro de magia. Sin embargo, el efecto de la fórmula estaba escrito en la página siguiente, así que la única forma de saber qué hace es fabricarla.
Después de elaborar la fórmula, el Pitufo Alquimista trata de hacer que la prueben el Pitufo Goloso, el Pitufo Tontín, el Pitufo con Gafas y el Pitufo Leñador (y posiblemente otros) sin éxito, así que la prueba él mismo y adquiere una apariencia de reptil, por lo que los demás pitufos (excepto Papá Pitufo) le temen.
Ninguno de los intentos de Papá Pitufo para volver al pitufo a su aspecto original funcionan, así que el Pitufo Alquimista va al laboratorio de Gargamel en busca de la fórmula del antídoto, pero es capturado. Papá Pitufo lleva a los demás pitufos a salvarlo, y elaboran el antídoto que devuelve al Pitufo Alquimista a la normalidad.